# 特例有限会社
特例有限会社（とくれいゆうげんがいしゃ）とは、2006年（平成18年）5月1日の会社法施行以前に有限会社であった会社であって、同法施行後もなお基本的には従前の例によるものとされる株式会社のことである。商号の中に「株式会社」ではなく「有限会社」の文字を継続して用いなければならない。役員任期に関する法定の制限はなく、また決算の公告義務もないというメリットがある。

## 概説
特例有限会社は、通常の株式会社を規律する会社法に加えて、特例として「会社法の施行に伴う関係法律の整備等に関する法律」（「整備法」）第2条から第46条までの規定の適用を受ける。これにより、従前の有限会社に類似した制度の適用を一定限度で引き続き受ける。なお、有限会社法の廃止により有限会社制度は廃止され、また、新たに特例有限会社を設立することもできない。
会社法施行の際に存在する有限会社は、会社法施行後は、当然に株式会社となる。社員総会は株主総会、社員は株主、持分は株式、出資1口は1株とみなされる。しかし、役員任期に関する法定の制限はなく、また決算の公告義務もないなど、有限会社法で認められたメリットが原則としてそのまま生かされる。
特例有限会社は、定款変更をして、特例有限会社の解散登記と株式会社の設立登記を経ることで特例有限会社ではない通常の株式会社となる。この場合は債権者保護手続は不要である。以後、商号中に株式会社という文字を用いることとされ、役員の任期に関して法定の制限が及び、決算の公告義務も生じる。上記整備法の中では、旧有限会社であった株式会社が名宛人となっている経過規定などが引き続き適用される。

## 旧有限会社制度からのおもな変更点
- 「社員の総数は50人以内」という員数制限が撤廃された。
- 定款に公告に関する事項が記載事項となった（施行日に公告に関する記載がない定款は「官報によって公告する」という記載があるものとみなされる）。
- 定款に資本の総額、社員の住所、氏名、各社員それぞれの出資口数、出資一口の金額を記載しないことになった（施行日にこれらの記載がある定款は、これらの記載がないこととみなされる）。
- 上記に伴い、発行可能株式総数が定款記載事項となり、増資後の発行済株式の総数が発行可能株式総数を上回らない場合、定款変更が不必要になった（会社法施行日の有限会社は、資本の総額を出資一口の金額で除した数が、発行可能株式総数及び発行済株式の総数とみなされ、その発行可能株式総数が定款に記載されているものとみなされている）。
- 社債、新株予約権（新株予約権付社債に付されたものを含む）を発行できるようになった。
- 新株発行の際に、払込価格または現物出資価額の半分までを資本金に組み入れず、代わりに資本準備金に組み込むことができるようになった。また、授権資本制度が採用されるため、特例有限会社への移行後に行われる新株発行においては、そのたびごとに必要であった定款変更を要しなくなる場合もありうるようになった。
- 利益処分案または損失処理案は会社の計算書類から外れ、代わりに「株主資本等変動計算書」ならびに「個別注記表」の作成が義務付けられた。
- 会社再建のために、会社更生法の適用を受けることができるようになった。
- 特例有限会社が存続する吸収合併（特例有限会社どうしの吸収合併の場合を含む）、および特例有限会社を分割承継会社(分割された事業を引き取る側)とする吸収分割はできなくなった（会社法施行以前にこれらの承認決議を受けたものでも、施行時に実際に合併または分割されていない場合は、同法施行に伴ってその決議は効力が失われた）。これ以外の合併・分割は、特例有限会社を新たに設立するものでない限り全て可能。

など

## 通常の株式会社制度とのおもな相違点
- 通常の株式会社への移行手続をするまでは、商号の中に特例有限会社としての「株式会社」以外の旧来一般意義「株式会社」という文字を含めてはならず、代わりに「有限会社」という文字を含めることが義務付けられている。
- 会社の発行する株式は譲渡制限株式でなくてはならず、公開会社になることはできない。株主の譲渡承認は必ず株主総会が行うことになる。ただし、株主間の株式の譲渡は自由である（株主間の譲渡を制限したり、譲渡承認をするものを会社以外に取締役、代表取締役等としたりするなど、株式会社のように柔軟な譲渡制限を設けることはできない。）（整備法9条）。
- 取締役会・監査役会・会計監査人・会計参与・委員会および執行役が法定機関として認められていない(整備法17条)。法定機関としては株主総会と取締役以外には監査役（会計監査のみに権限が限定）を設置できるのみである。その結果として、例えば法律上「取締役会設置会社」であることが要求されている業種の会社（銀行や証券会社など）の事業を営んではならない。
- 株式会社と異なり、各取締役が会社を代表することができるため、代表取締役の設置が任意である。取締役の互選等により、代表取締役を設置することは可能である。
- 少数株主権の相違
  - 株主による株主総会の招集請求権は定款で別段の定めのない限り総株主の議決権の10分の1以上が必要（通常の株式会社は原則総株主の議決権の100分の3以上）
  - 株主提案権や総会における検査役の選任の規定の適用がない
  - 業務の執行に関する検査役の選任請求についても総株主の議決権の10分の1以上が必要
  - 会計帳簿の閲覧請求権についても総株主の議決権の10分の1以上が必要
  - 役員の解任の訴えの原告適格が総株主の議決権の10分の1以上が必要
  - 清算人の裁判所に対する解任請求権が単独株主権とされている
- 株主総会参考書類の送付の規定の適用がない
- 取締役の業務執行の決定の他の取締役への委任の制限や著しい損害を及ぼすおそれのある場合の株主への報告義務がない
- 取締役や監査役の任期の法令上の制限がない
- みなし解散の適用をうけない
- 監査役選任議案について取締役が提出する場合の監査役の同意権や監査役の選任議案提出請求権が存在しない
- 監査役の監査の及ぶ範囲は会計に関する範囲に限定され監査役設置会社にはなれない（整備法24条）
- 附属明細書の作成について会社法施行時（2006年（平成18年）5月1日）に全ての株主に会計帳簿閲覧請求権を認める旨の定款の定めがあれば作成が免除される
- 決算公告を要しない
- 株主総会の特別決議要件が通常の株式会社よりも厳格となっている（整備法14条3項）。
  - 通常の株式会社の場合、議決権を行使することのできる株主の議決権の過半数（定款で3分の1以上まで緩和可）の出席で、出席した総株主の議決権の3分の2以上の賛成が必要なのに対し、特例有限会社は総株主の半数以上（定款で厳格化は可）かつ当該株主の議決権の4分の3以上の賛成が必要。
- 企業再編の手段として、株式交換や株式移転の方法を用いることができない。
- 特別清算手続が適用されない。
- 全取締役及び監査役の住所が登記事項である。

など

## 株式会社、持分会社への移行
- 商号変更による通常の株式会社への移行
  - 整備法45、46条によると、特例有限会社は、定款を変更してその商号中に「株式会社」という文字を用いる商号に変更することによって、特例の適用を受けない一般的な株式会社への移行ができる。その際には、少なくとも商号を変更する定款変更の株主総会決議を行い、それを受けて、商号変更後の株式会社の設立の登記と特例有限会社の解散登記を同時に申請することとなる。

- 持分会社化
  - 株式会社から持分会社への組織変更の手続を践むことになる（会社法743条以下）。そのため、株主全員の同意、債権者保護手続等が必要となる（776条）。

## メリット
- 取締役の任期制限がない（株式会社は最大10年）。
- 12年以上、特例有限会社に関する変更の登記がなくても、休眠会社のみなし解散規定は適用されない。
  - ⇔ 株式会社は役員改選により（同一の役員が再選された場合でも）変更登記が義務付けられ、最大でも10年2週間に渡って登記を怠れば違法。
- 決算公告が義務付けられない。
  - ⇔ 株式会社は決算公告が義務付けられる（有価証券報告書提出会社は適用除外）。
- 会計監査の義務がない。
  - ⇔ 大規模な株式会社（会社法上の「大会社」）においては会計監査が義務付けられる。
- 監査役を設置しても業務監査は行われず、会計監査のみとなり、会社規模を問わずコンプライアンス体制構築義務は免除。
- 米国税法上、特例有限会社は米国のLLCと同等の会社形態と定められ、パススルー課税対象となる。
- 事実上の効果として、「有限」を名乗ることは会社法施行前（2006年（平成18年）5月1日）から存続する会社であるとの認識を外部に与える。

## デメリット
- 会社規模の大小にかかわらず、会社の実情に合わせた柔軟な機関の設計はできない（取締役会・監査役会・会計監査人・委員会・会計参与は設置できない）。
- 株式の譲渡制限を解除する「公開会社」となることは許されない。
  - ⇒ 株主間の株式の譲渡につき会社の承認を要する旨の規定を定款で定めることも許されない。
- 株主総会の特別決議を要する事項については、賛成決議の要件が加重されている。
  - ⇒ 結果として、定款変更や合併などの決議は、通常の株式会社と比較してやや困難となる。
- 特例有限会社同士、または特例有限会社を存続会社および事業承継会社とする吸収合併および吸収分割ができない。
- 特例有限会社のままでは株式交換や株式移転もできない。
  - ⇒ 複数の事業会社を統括する会社の設立には不向き。